# 东部区 (喀麦隆)
東部区（英語：East Region）是喀麥隆東南部的一個区，東鄰中非共和國，南鄰剛果共和國。面積109,011平方公里，2004年人口755,088人。首府貝爾圖阿。下分4縣。